# 黃化龍
黃化龍（1557年—？），字霖伯，號湛平，浙江紹興府余姚县人，明朝政治人物。同进士出身。

## 生平
嘉靖丁巳二月初七日生。治易经。萬曆元年（1573年）癸酉科浙江鄉試第十三名舉人，萬曆二十三年（1595年）乙未科會試第二百四十八名，三甲一百二十一名进士，吏部觀政，十二月授行人司行人，奉命册封，卒于官。

## 家族
曾祖黄定廣。祖黄渤。父黄麟。母徐氏，生母熊氏。永感下。娶方氏。子宪冲，庠生；宪文。